# Опенько Василь Іванович
Опенько Васи́ль Іва́нович (*6 лютого 1924, c. Підколоднівка, Богучарський район, Воронезька губернія, РРФСР— †24 липня 1991, Полтава) — український співак і вокальний педагог, продовжувач вокальної школи О. Мишуги та М. Микиші.

## Життєпис
Хлопець із донської козацької родини (м. Богучар), батько – пасічник, мати – домогосподарка. Із дитинства багато читав, малював, із шостого класу в ті страшні голодні роки намагався зібрати власну бібліотеку й загалом був завзятим колекціонером із юних років. Мріяв стати вчителем історії. 1936-1941 рр. навчається в Богучарському педагогічному училищі, де й почав співати в джазовому ансамблі під проводом Дорошенка. Не зважаючи на те, що згодом він отримав дві середні й дві вищі освіти, Василь Іванович любив повторювати, що якби було можна, то він навчався б усе життя.
В. І. Опеньку в молоді роки дуже пощастило на доленосних людей, якими були Матвій Сергійович Баринов (в минулому – скрипаль Большого театру), учитель музики в педагогічному училищі, який власне й благословив його на шлях музиканта, а також Народний артист України, професор Михайло Венедиктович Микиша у Київській консерваторії і Мар׳ян Крушельницький, режисер театральної студії при Київській державній консерваторії імені П. І. Чайковського.  
Після закінчення Богучарського педагогічного училища у 1941 році В. І. Опенько за розподілом від’їжджає на Далекий Схід (Кам׳янка Далекосхідна) викладати в інтернаті для дітей-сиріт. Тут він мав працювати просто вчителем початкових класів, але, зважаючи на те, що вчителів катастрофічно не вистачало, Василь Іванович викладав практично всі предмети, навіть математику в середніх класах.
Улітку 1942 року В. І. Опенька призвали до лав Радянської армії. У ході війни він неодноразово брав участь у концертах по лінії фронту. Після закінчення війни В. І. Опенько ще деякий час вагається: що робити далі, вступати до педагогічного інституту, як він мріяв у дитинстві, чи почати професійно займатися вокалом, як йому пропонував М. С. Баринов. У 1945 році він вступає до Воронезького педагогічного інституту на історичний факультет. Та сумніви тривали не довго. 1946 року Василь Іванович забирає документи з інституту й того ж року вступає до Воронезького музичного училища. У 1946-1949 роках він навчається співу у викладача Н. Сініциної, а з 1949 року Василь Іванович – студент Київської державної консерваторії імені П. І. Чайковського в класі О. Дарчука (1949-1952), далі - професора М. Микиші. У своїх наступних “Записках співака й вокального педагога” Василь Іванович напише: “Все, що я на сьогоднішній день знаю і вмію як педагог – це все заслуга Михайла Венедиктовича”.

## Полтавський період життя
Після закінчення консерваторії Василя Івановича залишали працювати в Київському радіокомітеті, співати в Оперній студії Київської консерваторії, пропонували йти до хору Київського оперного театру. Але він обрав Полтаву – історичний центр, про який свого часу так багато читав. Отже, 1954 року В.І. Опенько за розподілом прибуває до Полтави і наступний період його життя 1954-1991 роки) пов’язаний із Полтавою, Полтавською вечірньою школою для робітничої молоді та Полтавським музичним училищем ім. М. В. Лисенка. 
За дванадцять років його роботи в Полтавській вечірній школі 15 учнів Василя Івановича вступило до провідних консерваторій Радянського Союзу, не закінчуючи музичного училища. Зважаючи на те, що музичне училище таких кадрів не давало, 1966 року В. І. Опенька запрошують на роботу до Полтавського музичного училища ім. М. В. Лисенка й наступні 20 років роботи (1966-1986) в училищі були найпліднішими. 

## Викладацька діяльність
Упродовж 1975-1976 років Василь Іванович брав участь у Всесоюзних конференціях із проблем вокальної педагогіки на основі своєї науково-методичної праці ”Методика роботи з починаючими вокалістами” (конференції відбулися на базі Воронезького інституту мистецтв та Астраханської консерваторій, куди вступило найбільше його учнів). Після цього його запропонували викладати в обох консерваторіях. Серцевий напад в листопаді 1976 року перекреслив вирішальні зміни в його житті. 
Василь Іванович послідовно продовжував утілювати ідеї своїх попередників Мишуги-Микіші, збагачуючи їх власним вокальним досвідом. Окремі сторінки праці “Методика роботи з починаючими вокалістами” присвячені проблемам правильного виявлення типу голосу та позбавленню від природних і набутих недоліків.
У визначення окремих понять вокальної термінології (кантилена, філіровка звуку, тип голосу та ін.), В.І. Опенько вніс своє зрозуміліше для початківця-вокаліста визначення, великого значення Василь Іванович надавав підбору репертуару починаючого вокаліста та вокальним вправам. 
Методика В.І. Опенька вирізнялася першістю принципу переконання над принципом вимогливості, відсутністю тиску викладача на учня своїм авторитетом, намагання поєднати індивідуальні заняття з колективними й досягти на них максимальної взаємоповаги та взаєморозуміння між педагогом і його учнями: “Між учнем і викладачем має бути досягнуто взаєморозуміння та взаємна довіра, лише за такої умови робота відбувається плідно. Якщо педагог занадто шаблонно підходить до своїх учнів, тисне на них власним авторитетом і не дає учневі можливості з’ясувати разом із педагогом причини, що заважають розвитку учня, то учень почне їх шукати сам і зайде в глухий невилазний вокальний кут. У вокальному вихованні переконання, такт, врівноваженість і витримка педагога є запорукою успішного навчання співу починаючих” [“Методика роботи з починаючими вокалістами”, c. 25].
Варто згадати, що В.І. Опенько мав блискучий акторський талант, міг зіграти як найтрагічнішу, так і найкомічнішу роль. Недаремно Мар׳ян Крушельницький, який працював зі студентами консерваторії в оперній студії, свого часу пропонував Василю Івановичу перевестися до інституту Карпенка-Карого, але той відмовився: “Якби почати все спочатку, я знову займався б вокалом, єдиною святою для мене справою” [“Записки співака та вокального педагога, починаючи з 1946 року й по сьогоднішній день”, арк. 145]. У себе на батьківщині, в Богучарі й Підколоднівці він не раз зі своїми друзями ставив п’єси, серед яких я пам'ятаю “Без вини винуваті” Островського й “Назар Стодоля” Шевченка і сам виконував головні ролі.  До вистав він сам із дерева виготовляв шаблі й шпаги.

## Праці
У вокальних працях В. Опенька знайшла своє продовження ідея комплексного виховання співака, піднята в школі Мишуги-Микиші, що полягала в наступному: 
- по-перше, підвищення загального культурного розвитку людини, яка прийшла навчатися вокалу, прилучення її до найкращих зразків світової класики, підбір відповідного репертуару, прослуховування та аналіз виконання творів на грампластинках і відвідування концертів;
- по-друге, поступовість розвитку й саморозвитку вокаліста, недопустимість штучного прискорення темпу, надзвичайно бережне ставлення до голосу;
- по-третє, поєднання музики й художнього слова у вокальному розвитку, надання великого значення поезії, декламуванню та художній ілюстрації.

У приватному архіві дружини Василя Івановича, Галини Яківни Опенько, зберігаються два рукописи праць полтавського маестро вокалу − “Методика роботи з починаючими вокалістами: із досвіду педагогічної роботи у вечірній музичній школі м. Полтаві” (завершена в 1965 році)  та “Записки співака та вокального педагога, починаючи з 1946 року й по сьогоднішній день” (1974-1984). У “Записках співака та вокального педагога, починаючи з 1946 року й по сьогоднішній день” (1974-1984) В.І. Опенько розкривається як визначний мистецтвознавець і музичний критик, шкода, що він із цієї проблеми мало співпрацював із полтавською пресою й провідними музичними журналами. Одним із найяскравіших спогадів є його відгук на виступ О.С. Пирогова в Київському оперному театрі 29 квітня 1954 року. Про своє призначення В. І. Опенько писав: “Підсумок підведено. Чи вдалий він, чи можна зі спокійною совістю дивитися людям в очі? Хто його знає! Хотілося б, щоб у майбутньому мої учні згадали мене, як казав Т. Г. Шевченко, „незлим, тихим словом ...“ [“Записки співака та вокального педагога, починаючи з 1946 року й по сьогоднішній день”, арк. 146-149].
- “Методика роботи з починаючими вокалістами: із досвіду педагогічної роботи у вечірній музичній школі м. Полтаві” (завершена  1965 року).
- “Записки співака та вокального педагога, починаючи з 1946 року й по сьогоднішній день” (1974-1984 рр).
- Методичні статті.

## Видатні учні-співаки
- Л. Юрченко, Народна артистка УРСР (вона ж − лауреат Міжнародного конкурсу в Барселоні, золота медаль);
- А. Калайда, лауреат Всесоюзного конкурсу Радянської пісні (золота медаль), вступив до Московської консерваторії;
- Е. Опаріна − солістка Пермської опери;
- М. Дячок і Т. Кущ − солісти Воронезької опери;
- Т. Бобошко (Харківська опера);
- С. Колесникова (Київська опера);
- Г. Вигодський − соліст Новоізраїльської опери (Тель-Авів);
- І. Перерва (випускниця Московської консерваторії) – солістка Малого оперного театру Санки-Петербургу;
- О. Губіна (випускниця інститут Гнесіних) – солістка театру Бориса Поровського (Москва);
- О. Вишневська (випускниця Одеської консерваторії) – солістка Одеської опери та філармонії;
- В. Опенько – Заслужений артист України, соліст Національної опери України (м. Київ).
- О. Марцинківський — Народний артист України, соліст Укрконцерту

## Учні-викладачі
- Лариса Лук׳янова (випускниця Київської консерваторії), педагог Полтавського музучилища;
- Сніжана Бичкова (випускниця Одеської консерваторії), викладач Одеського педагогічного університету;
- Алла Бондаренко (випускниця Кишинівської консерваторії), викладач Кишинівського педагогічного університету);
- Олена Вишневська − викладач Одеської консерваторії;
- Микола Козак (Кременчуцька музична школа).

## Родина
Дружина - Опенько Ганна Яківна, викладач по класу бандури Малої академії мистецтв (м. Полтава, 1961-2008 рр.).
Діти: Цебрій Ірина Василівна, доктор педагогічних наук, професор (Полтавський національний педагогічний університет імені В.Г. Короленка) та Опенько Володимир Васильович, Заслужений артист України, соліст Національної опери України.